# نهائي كأس الجزائر 1973
نهائي كأس الجزائر 1973 هي المباراة النهائية من منافسة كأس الجزائر 1972–73، أقيمت المباراة في 25 يونيو 1973، في ملعب 5 جويلية 1962، بين فريقي نادي مولودية الجزائر، واتحاد الجزائر، وفاز فيها نادي مولودية الجزائر، بعد أن هزم اتحاد الجزائر، بنتيجة 4 - 2.

## تفاصيل المباراة
لعبت المباراة النهائية في 25 يونيو 1973.
| نادي مولودية الجزائر | 4 -2 | اتحاد الجزائر |
| -------------------- | ---- | ------------- |
|                      |      |               |